# Bataille de Ladé (494 av. J.-C.)
Sauf précision contraire, les dates de cet article sont sous-entendues « avant l'ère commune » (AEC), c'est-à-dire « avant Jésus-Christ ».
Pour les articles homonymes, voir Bataille de Ladé.
Guerres médiques
Batailles
- Ladé
- Marathon
- Thermopyles
- Artémision
- Salamine
- Platées
- Mycale
- Eurymédon

La bataille de Ladé ou Ladè est une bataille navale qui se déroula en 494 av. J.-C. durant la révolte de l'Ionie entre les cités ioniennes révoltées et l'Empire perse de Darius Ier. Elle se solda par une victoire décisive des Perses qui mit fin à la révolte.

## Sources
Contrairement à d'autres épisodes des guerres médiques ou de la révolte de l'Ionie, le seul récit antique de la bataille de Ladé qui nous soit parvenu est celui d'Hérodote dans son Enquête ou Histoires datées de 445 av. J.-C.. Hérodote est un Grec ionien né pendant la seconde guerre médique à Halicarnasse, cité située en Asie mineure, à la croisée des mondes helléniques et perse. Cette origine ainsi que ses nombreux voyages dans l'empire achéménide et en Méditerranée expliquent sa bonne connaissance des deux belligérants.

## Contexte

### La révolte

Événements de la révolte de l'Ionie.

L'Ionie est constituée de douze cités grecques fondées depuis au moins le VIIIe siècle avant l'ère chrétienne : Milet, Éphèse, Phocée, Clazomènes, Colophon, Priène, Téos, Chios, Samos, Érythrée, Myonte et Lébédos. Il faut y ajouter les cités de l'Éolide, région située au nord-ouest de l'Ionie, dont celle de Smyrne. Autonomes, elles sont toutes soumises au pouvoir perse. Milet dispose d'un statut à part : son traité d'amitié conclu avec Cyrus avant la conquête de la région lui assure une relative indépendance. C'est pourtant Milet qui se trouve à l'origine du soulèvement de 499.
Ces cités sont unies au sein de la Ligue ionienne, une alliance forgée au VIIe siècle av. J.-C. qui ne joue plus de rôle militaire depuis la conquête de Cyrus mais qui conserve un rôle religieux, culturel et politique à travers une amphictyonie chargée du culte de Poséidon Helikonios au sanctuaire du Panionion, au cap Mycale. Cette institution facilite les échanges nécessaires à une révolte commune.
En 499, Aristagoras, alors tyran de Milet, organise une expédition commune avec le satrape de Lydie Artapherne dans le but de conquérir Naxos. Cette expédition est un grave échec et Aristagoras, sentant sa position menacée, incite l'Ionie tout entière à se révolter. Cette révolte contre les Perses se double d'une révolte contre les tyrans dirigeant les cités et clients de Darius. 
Artapherne est le frère du grand roi Darius Ier. Il dirige l'une des vingt satrapies de l'empire depuis 510 mais dispose également d'une autorité étendue à « tous les pays maritimes d'Asie » donc les cités côtières et les îles d'Asie mineure. 
En 498, les Ioniens passent à l'offensive, pillent et incendient les faubourgs de Sardes avant d'être vaincus près d'Éphèse. Mais la révolte s'étend aux autres cités grecques de l'Asie mineure et de la mer Égée, à la Carie et à Chypre et trois ans de guerre acharnée s'ensuivent, sans résultats décisifs. La mort d'Aristagoras au combat n'a pas de conséquences sur la poursuite de la révolte.

### Le siège de Milet
Au début 494, la guerre entre dans sa sixième année. Les Perses concentrent leurs forces terrestres et navales sur Milet, épicentre de la révolte. La confédération ionienne se réunit au Panonium pour envisager de l'aide à apporter aux assiégés. Il est décidé de ne pas débarquer de troupes mais de réunir tous les navires disponibles afin de briser le blocus maritime et de rendre ainsi le siège inutile.

## Composition des flottes et tactiques

### La trière

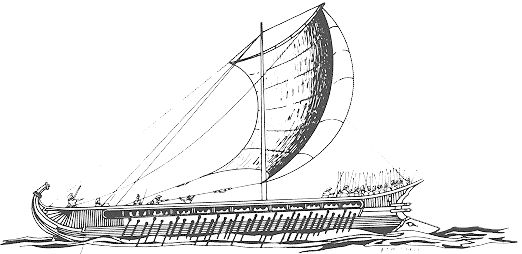
Une trière grecque.

Le navire le plus utilisé par les deux camps est la trière. Cette galère de combat antique tire son nom de ses trois rangs de rameurs, ses dimensions moyennes étaient de 36 mètres de long, 5 mètres de large, 2,2 mètres au-dessus de l'eau et un tirant d'eau de moins d'un mètre,. Pourvu d'une voile unique, elle est avant tout propulsée par des rameurs. Peu stable, s'usant rapidement, nécessitant un entretien constant et fragile en cas de mauvais temps, la trière est un mauvais navire ; elle est par contre un « excellent engin de guerre ».
La composition classique d'une trière est de 200 hommes : en plus de 170 rameurs et d'une dizaine de matelots servant aux manœuvres, elle peut embarquer une vingtaine de soldats, appelés épibates chez les Grecs, regroupant hoplites, archers et autres lanceurs de jets,.
Au début du Ve siècle av. J.-C., la trière est une invention récente apparue en Méditerranée depuis moins d'un demi-siècle. Elle a été mise au point par les Phéniciens ou les Samosiens,,, justement deux des principales flottes engagées à Ladé.

### Forces en présence

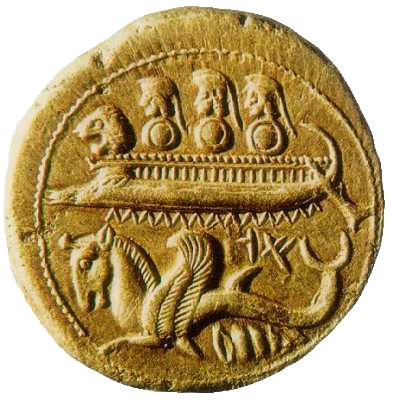
Pièce représentant un navire de guerre phénicien. On distingue un éperon et des soldats munis de casques et de boucliers

Même si les chiffres fournis par Hérodote sont à prendre avec précaution, ils rendent compte du rapport de force. Les Perses veulent en finir avec Milet et ont concentré tous leurs effectifs, les Grecs ont jeté toutes leurs dernières réserves dans une bataille qu'ils savent décisive.
D'après Hérodote, l'armada perse compte « 600 voiles ». Les Perses, peuple issu des hauts plateaux iraniens, ne sont pas une puissance maritime. Cependant, depuis Cambyse, ils disposent des flottes phéniciennes, en particulier des cités portuaires de Tyr et Sidon. Les Phéniciens sont l'autre grand peuple de marins en Méditerranée, pour la guerre et le commerce, ils ont mis au point de nombreuses techniques navales reprises par les Grecs. Plus alliés que sujets, ils constituent la colonne vertébrale de la marine achéménide. Les Perses ont également mobilisé les navires chypriotes, ciliciens et égyptiens. Chypre comprend des cités grecques et phéniciennes qui se sont jointes à la révolte ionienne en 497 mais qui ont été ramenées par la force dans le camp perse. Les Égyptiens sont d'excellents marins qui embarquent des « commandos d'abordage » munis de piques d'arraisonnement et de grandes haches, bien protégés par des casques, cuirasses et boucliers.
Toujours d'après Hérodote, les Grecs ont rassemblé 353 trières. Outre les Milésiens qui alignent 80 vaisseaux, le gros des forces est constitué des escadres des îles de Chios (100), Lesbos (70) et Samos (60). Les cités d'Érythrée, de Téos, de Priène, de Myonte et de Phocée ont également fourni quelques navires.

### Tactiques
À Ladé, l'éventail des tactiques n'est pas aussi élaboré que pendant la seconde guerre médique ou la guerre du Péloponnèse. Les voiles sont repliées et on ne les hisse que pour fuir, les manœuvres sont effectuées à la rame. La plus vieille tactique de combat naval consiste à aborder l'ennemi pour engager le combat sur son pont, d'où l'utilité de l'infanterie de marine (embarquée). Depuis l'invention de la trière, les adversaires tentent également de s'éperonner, avec le risque d'endommager leur propre navire, voire de couler avec leur victime si la proue est trop enfoncée. Selon Hérodote, Dionysos de Phocée met au point une tactique nouvelle qu'il tente d'enseigner à ses marins : feignant de tenter un éperonnage, la trière doit se glisser entre deux embarcations ennemies pour briser ses avirons. Elle fait ensuite demi-tour et attaque par derrière ou de côté l'ennemi privé de mouvement. Cependant, il est possible que les Phéniciens aient maîtrisé également cette tactique, voire qu'ils en fussent les inventeurs.

## La bataille
Les Ioniens cherchèrent à défendre Milet par la mer et leur flotte se rassembla à l'île de Ladé, au large de la cité éponyme. Les Perses cherchèrent à persuader certaines des cités ioniennes de faire défection et le contingent venu de Samos accepta leur offre. Quand les deux flottes se rencontrèrent, les navires venus de Samos (à l'exception de 11 qui restèrent pour se battre) fuirent la bataille, causant une grande confusion dans la ligne de bataille ionienne. Voyant cette trahison, la flotte envoyée par Lesbos prit à son tour la fuite. Bien que le contingent venu de Chios ainsi que quelques autres navires se battissent avec courage, la bataille était perdue.

## Conséquences

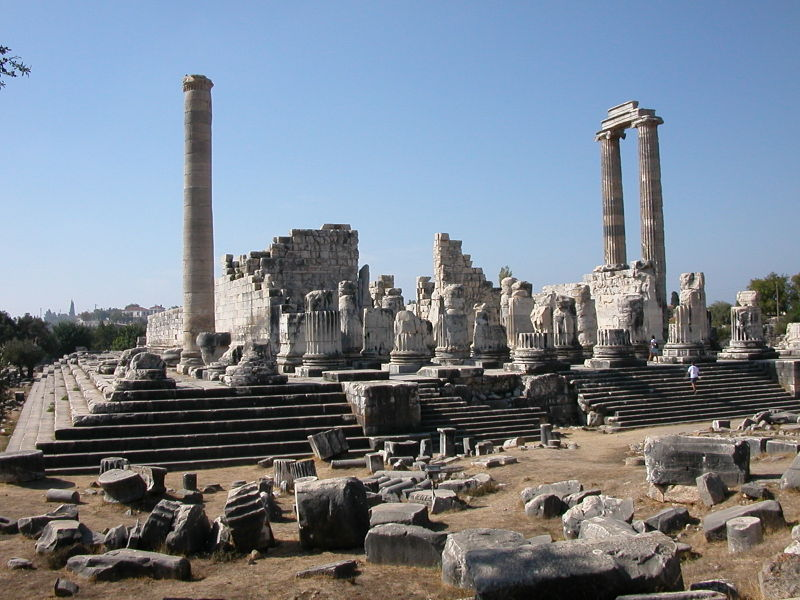
Les ruines de Didymes, sanctuaire d'Apollon de Milet.

Avec la défaite de Ladé, la rébellion tout entière s'écroula. Milet fut prise peu après et ses habitants massacrés ou réduits en esclavage. L'année suivante, les Perses avaient conquis les dernières places-fortes des rebelles et ramené la paix dans la région. Cette révolte fut le premier conflit opposant la Perse et le monde grec et elle représente la première phase des guerres médiques. Bien que l'Asie Mineure ait été ramenée dans le giron de l'Empire, Darius se jura de punir Athènes et Érétrie pour le soutien que ces deux cités avaient apporté aux rebelles. De plus, voyant que la multitude de cité-États grecques représentait une menace pour la stabilité de l'Empire, il décida de conquérir la Grèce tout entière. En 492, l'invasion de la Grèce par les Perses, deuxième phase des guerres médiques, serait une conséquence directe de la révolte de l'Ionie.

#### Sources antiques
- Hérodote, Histoires [détail des éditions] [lire en ligne], Ve siècle av. J.-C.
- Thucydide, La Guerre du Péloponnèse [détail des éditions] [lire en ligne], Ve siècle av. J.-C.

#### Ouvrages contemporains
- Marie-Françoise Baslez, Histoire politique du monde grec antique, Armand Colin, 2010
- Pierre Briant, Histoire de l'empire perse, Fayard, 1996
- Pierre Briant, Darius : Les Perses et l'Empire, Gallimard, coll. « Découvertes Gallimard / Histoire » (no 159), 2001
- Hédi Dridi, Carthage et le monde punique, Les Belles Lettres, coll. « Guiude belles lettres des civilisations » (no 21), 2006, 287 p. (ISBN 978-2-251-41033-3)
- Pierre Ducrey, Guerre et guerriers dans la Grèce antique, Hachette littératures, collection Pluriel, coll. « Pluriel » (no 986), 1999, 318 p. (ISBN 978-2-01-278986-9)
- Peter Green, Les Guerres médiques, Tallandier, 2008
- Philip Huyse, La Perse antique, Paris, Les Belles Lettres, coll. « Guide Belles Lettres des civilisations » (no 20), 2005, 298 p. (ISBN 978-2-251-41031-9)
- François Lefèvre, Histoire du monde grec antique, Paris, Le livre de poche, coll. « Le livre de poche » (no 606), 2007, 632 p. (ISBN 978-2-253-11373-7)
- Jean Pagès, Recherches sur les thalassocraties antiques, Paris, Economia, coll. « Hautes études maritimes » (no 16), 2001, 201 p. (ISBN 978-2-7178-4212-8)
- Jean Pagès, Recherches sur la guerre navale dans l'Antiquité, Paris, Economia, coll. « Hautes etudes maritimes », 2000, 146 p. (ISBN 978-2-7178-4136-7)
- Jean-Pierre Vernant (dir.) et al., Problèmes de la guerre en Grèce ancienne, Paris, École des hautes études en sciences sociales Seuil, coll. « Points / Histoire », 1999, 265 p. (ISBN 978-2-02-038620-3)